# こんな私に誰がした
『こんな私に誰がした』（こんなわたしにだれがした）は、フジテレビ系列で1996年10月15日 - 12月17日に放送されたテレビドラマ。
放送時間は火曜21:00 - 21:54だが、初回と最終回は22:14までの拡大版。また12月10日放送の第9話は、19:00 - 21:54に音楽特別番組『1996 FNS歌謡祭』が編成されたので、1時間繰り下げて22:00 - 22:54で放送した。

## あらすじ
お笑い芸人を目指す大地（筒井道隆）と健司（武田真治）は次々と大物芸人を育ててきた伝説の芸能マネージャー・大松陽子（江角マキコ）に偶然スカウトされる。二人は笑いを極め、成功することができるのだろうか。

## 解説
お笑いをテーマにした青春サクセスストーリー。
第一話の劇中、主人公を演じる筒井道隆が、アサヒビールが輸入していた「ミラー・ライト」のロゴが入ったトレーナーを着ていたが、番組スポンサーはサントリーであったため、編集にてミラー・ライトのロゴの部分に「ぼかし」が入った。

## キャスト
- 北村大地：筒井道隆
- 川島健司：武田真治
- 大松陽子（「とっちゃんぼうや」の元マネージャー）：江角マキコ
- 岩崎奈津子（大地、健司共通の女友達）：松たか子
- 山下あかね（宗一郎の一人娘）：広末涼子
- 具志堅吾郎（「パンチライン」の司会役芸人）：伊藤俊人
- 森末博美：酒井敏也
- 岩木：阿南健治
- 猫田（人気漫才コンビ「とっちゃんぼうや」の「とっちゃんぼう」）：西村雅彦
- 大古（人気漫才コンビ「とっちゃんぼうや」の「や」）：梶原善
- 山下宗一郎（ショーパブ「パンチライン」のオーナー）：井上順

## 主題歌
- 「星に願いを」相馬裕子

## スタッフ
- 脚本：田辺満、戸田山雅司、松本稔
- 音楽：服部隆之
- 演出：鈴木雅之、石坂理江子
- プロデュース：杉尾敦弘

## 受賞歴
- 第11回ザテレビジョンドラマアカデミー賞
  - 監督賞（鈴木雅之､石坂理江子）

## サブタイトル
1. 笑いの天才
2. 初めてのサクセス
3. 女が男を殴るとき
4. たった一人の観客
5. チャンス
6. スターへの階段
7. 突然人気者になる
8. 恋か、成功か
9. 成功、そして別れ
10. ハッピーエンド！

| フジテレビ 火曜21時台（連続ドラマ枠）     | フジテレビ 火曜21時台（連続ドラマ枠）            | フジテレビ 火曜21時台（連続ドラマ枠）   |
| 前番組                                    | 番組名                                           | 次番組                                  |
| ----------------------------------------- | ------------------------------------------------ | --------------------------------------- |
| ナースのお仕事 （1996年7月2日 - 9月24日） | こんな私に誰がした （1996年10月15日 - 12月17日） | 踊る大捜査線 （1997年1月7日 - 3月18日） |